# خانه شریعتمدار ۲
منزل شریعتمدار ۲ مربوط به اوایل دوره پهلوی است و در سبزوار، خیابان اسدآبادی، روبروی بیمارستان حشمتیه واقع شده و این اثر در تاریخ ۲ آبان ۱۳۸۲ با شمارهٔ ثبت ۱۰۴۵۷ به‌عنوان یکی از آثار ملی ایران به ثبت رسیده است.
این بنا متعلق یه ابراهیم شریعتمداری است که به صورت کوشکی ایوان‌دار در دو طبقه ساخته شده‌است. زمان ساخت آن نیز به دوره پهلوی همزمان با ساخت خیابان اسدآبادی (پهلوی) در دهه سوم ۱۳۰۰ خورشیدی برمیگردد.
پوشش سقف این خانه شیروانی و نمای اطراف آن آجری با هسته خشتی است. از خصوصیات این بنا ایوان بلند دو طرفه آن می‌باشد.